# Glutinoglossum
Glutinoglossum Hustad, A.N. Mill., Dentinger & P.F. Cannon (lepkozorek) – rodzaj grzybów z typu workowców (Ascomycota).

## Charakterystyka
Owocniki lepkie, galaretowate, czarne, owłosione, z warstwą hymenialną w górnej części. Parafizy duże, sięgające się poza hymenium i tworzące wyraźną, galaretowatą warstwę, przeważnie proste, bladobrązowe z powiększonymi komórkami wierzchołkowymi. Worki maczugowate do cylindrycznych z amyloidalnym otworem wierzchołkowym. Askospory wolno dojrzewające, początkowo szkliste i bezprzegrodowe, w stanie dojrzałym z kilkoma przegrodami.

## Systematyka i nazewnictwo
Pozycja w klasyfikacji według Index Fungorum: Geoglossaceae, Geoglossales, Incertae sedis, Geoglossomycetes, Pezizomycotina, Ascomycota, Fungi.
Gatunki
- Glutinoglossum americanum Hustad & A.N. Mill. 2015
- Glutinoglossum australasicum Hustad & A.N. Mill. 2015
- Glutinoglossum circinatum Fedosova 2017
- Glutinoglossum exiguum Hustad & A.N. Mill. 2015
- Glutinoglossum glutinosum (Pers.) Hustad, A.N. Mill., Dentinger & P.F. Cannon 2013 – lepkozorek śluzowaty
- Glutinoglossum heptaseptatum Hustad, A.N. Mill., Dentinger & P.F. Cannon 2013
- Glutinoglossum lumbricale Fedosova 2017
- Glutinoglossum methvenii Hustad & A.N. Mill. 2015
- Glutinoglossum orientale Fedosova, E.S. Popov & A.V. Alexandrova 2017
- Glutinoglossum peregrinans Fedosova & V. Kučera 2017,
- Glutinoglossum proliferatum V. Kučera 2017
- Glutinoglossum pseudoglutinosum V. Kučera 2017
- Glutinoglossum triseptatum V. Kučera 2017

Nazwy naukowe na podstawie Index Fungorum. Nazwy polskie na podstawie rekomendacji Komisji ds. Polskiego Nazewnictwa Grzybów.